# Дымянка
Дымя́нка (лат. Fumaria) — род двудольных цветковых растений, входящий в трибу  Дымянковые (Fumarieae) подсемейства Дымянковые (Fumarioideae) семейства Маковые (Papaveraceae).

## Название
Научное название рода было впервые употреблено Жозефом Питтоном де Турнефором в 1700 году. В 1753 году Карл Линней перенял это название в Species plantarum. Оно образовано от лат. fumus — «дым», что предположительно относится к запаху корней растений.

## Ботаническое описание

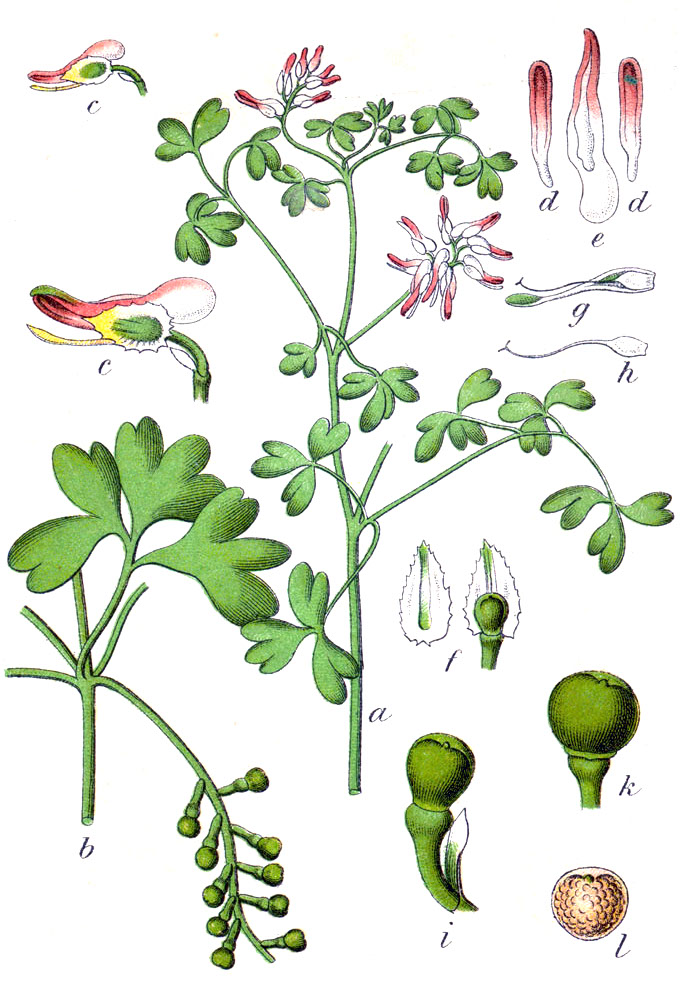
Дымянка козья.

Представители рода — однолетние травянистые растения с прямостоячими, приподнимающимися и лазающими угловатыми стеблями.
Листья стеблевые, дважды, трижды или четырежды рассечённые на узкие листочки, голые, сизоватые.
Цветки в конечных простых кистях, зигоморфные (двусторонне-симметричные). Прицветники плёнчатые, узкие. Чашелистики в количестве 2, яйцевидные, быстро опадающие. Венчик белого, розового или сиреневого цвета, состоит из двух внешних лепестков (одного верхнего, широкого, со шпорцем, и одного нижнего, более узкого) и двух внутренних, одинаковых. Тычинки в количестве 2, приросшие к основанию лепестков. Завязь яйцевидная.
Плод — почти шаровидный орешек.
Число хромосом — 2n = 16, 32, 48, 64, 72, 80, 112.

## Распространение и экология
Наибольшее разнообразие видов наблюдается в Средиземноморье и Северной Африке. Один вид распространён в Гималаях, один — в Восточной Африке. Три вида натурализовались в Северной Америке.

## Классификация

### Таксономия
Fumaria Tourn. ex L., 1753, Sp. Pl. : 700
Род Дымянка относится к трибе Дымянковые (Fumarieae) подсемейства Дымянковые (Fumarioideae) семейства Маковые (Papaveraceae) порядка Лютикоцветные (Ranunculales). Таксономическая схема в соответствии с Системой APG IV по состоянию на декабрь 2023 года:
|  |                          |  |                                   |                                   |                   |  | еще 6 семейств | еще 6 семейств     |                         |  |                                                             |  | еще 20 родов | еще 20 родов |  |
|  |                          |  |                                   |                                   |                   |  | еще 6 семейств | еще 6 семейств     |                         |  |                                                             |  | еще 20 родов | еще 20 родов |  |
|  |                          |  |                                   | порядок Лютикоцветные             |                   |  |                |                    | подсемейство Дымянковые |  |                                                             |  |              |              |  |
|  |                          |  |                                   | порядок Лютикоцветные             |                   |  |                |                    | подсемейство Дымянковые |  | 57 подтвержденных видов и 16 видов, ожидающих подтверждения |  |              |              |  |
|  | клада Цветковые растения |  |                                   |                                   | семейство Маковые |  |                |                    | род Дымянка             |  |                                                             |  |              |              |  |
|  | клада Цветковые растения |  |                                   |                                   |                   |  |                |                    |                         |  |                                                             |  |              |              |  |
|  |                          |  | ещё 63 порядка цветковых растений | ещё 63 порядка цветковых растений |                   |  |                | еще 1 подсемейство | еще 1 подсемейство      |  |                                                             |  |              |              |  |
|  |                          |  |                                   | ещё 63 порядка цветковых растений |                   |  |                |                    | еще 1 подсемейство      |  |                                                             |  |              |              |  |

### Виды
- Fumaria abyssinica Hammar, 1858
- Fumaria agraria Lag., 1816
- Fumaria ajmasiana Pau & Font Quer, 1929
- Fumaria asepala Boiss., 1867 — Дымянка бесчашечная
- Fumaria atlantica Coss. & Durieu ex Hausskn., 1873
- Fumaria ballii Pugsley, 1919
- Fumaria barnolae Sennen & Pau, 1917
- Fumaria bastardii Boreau, 1847
- Fumaria berberica Pugsley, 1919
- Fumaria bicolor Sommier ex Nicotra, 1897
- Fumaria bracteosa Pomel, 1875
- Fumaria × burnatii Verg.
- Fumaria capitata Lidén, 1986
- Fumaria capreolata L., 1753 — Дымянка козья
- Fumaria coccinea Lowe ex Pugsley, 1919
- Fumaria daghestanica Mikhailova, 1991
- Fumaria densiflora DC., 1813 — Дымянка мелкоцветная
- Fumaria dubia Pugsley, 1919
- Fumaria erostrata (Pugsley) Lidén, 1986
- Fumaria faurei (Pugsley) M.Linden, 1980
- Fumaria flabellata Gasp., 1842
- Fumaria × gagrica Michajlova
- Fumaria gaillardotii Boiss., 1867
- Fumaria indica (Hausskn.) Pugsley, 1919
- Fumaria judaica Boiss., 1849
- Fumaria kralikii Jord., 1848 — Дымянка Кралика
- Fumaria macrocarpa Parl., 1842
- Fumaria macrosepala Boiss., 1838
- Fumaria mairei Pugsley ex Maire, 1931
- Fumaria martinii Calv.]
- Fumaria maurorum Maire, 1923
- Fumaria melillaica Pugsley, 1927
- Fumaria microstachys Kralik ex Hausskn., 1873
- Fumaria mirabilis Pugsley, 1927
- Fumaria montana J.A.Schmidt, 1852
- Fumaria munbyi Boiss. & Reut., 1852
- Fumaria muralis Sond. ex W.D.J.Koch, 1845
- Fumaria normanii Pugsley, 1934
- Fumaria occidentalis Pugsley, 1904
- Fumaria officinalis L., 1753 — Дымянка лекарственная, или Дымянка аптечная
- Fumaria ouezzanensis Pugsley, 1927
- Fumaria parviflora Lam., 1788 — Дымянка мелкая
- Fumaria petteri Rchb., 1838
- Fumaria platycarpa Lidén, 1986
- Fumaria pugsleyana (Pugsley) Lidén, 1984
- Fumaria purpurea Pugsley, 1902
- Fumaria ragusina (Pugsley) Pugsley, 1934
- Fumaria reuteri Boiss., 1849
- Fumaria rifana Lidén, 1986
- Fumaria rostellata Knaf, 1846 — Дымянка остроконечная
- Fumaria rupestris Boiss. & Reut., 1852
- Fumaria schleicheri Soy.-Will., 1828 — Дымянка Шлейхера
- Fumaria schrammii Velen.
- Fumaria segetalis (Hammar) Cout., 1913
- Fumaria sepium Boiss. & Reut., 1854
- Fumaria skottsbergii Lidén, 1986
- Fumaria vaillantii Loisel., 1809 — Дымянка Вайана